# Latvijas Pirmā partija/Latvijas Ceļš
Latvijas Pirmā partija/Latvijas Ceļš (Letlands Eerste Partij/Letse Weg, LPC/LC) was een politieke partij in Letland en ontstond uit de samensmelting van de christendemocratische Letlands Eerste Partij (LPP), de liberale Letse Weg (LC) en de regionalistische Wij zijn ons District en Vidzeme Unie in 2007. Deze partijen hadden al samen een verkiezingscoalitie gesloten in 2006. De verenigde partij werd geleid door Ainārs Šlesers, de voormalige voorzitter van de LPP. Ze werd ontbonden in december 2011.
Bij de parlementsverkiezingen van 2010 kwam de partij op als Voor een Goed Letland samen met de Volkspartij. LPP/LC behaalde 3 van de 8 zetels van de alliantie. Na de ontbinding van de Volkspartij in 2011, hernoemde de partij zich naar de Šlesers LPP/LC Hervormingspartij en kwam alleen op bij de parlementsverkiezingen van 2011, maar behaalde maar 2.4% van de stemmen en haalde dus niet de kiesdrempel van 5%. Daardoor verloor de partij al haar zetels. De partij hernoemde zich hierna terug naar LPP/LC. Tegen het einde van 2011 besloot het partijcongres om de partij op te heffen.